# Энхедуана
Энхедуана, или Энхедуанна (около 2285 — около 2250 до н. э.), — аккадская царевна и верховная жрица лунного бога Нанны в Уре. Сочинительница гимнов; считается самым ранним автором, известным по имени.

## Жизнеописание
Энхедуана — жреческое имя (Эн-хеду-Ана, буквально — «Жрица обилия небес»). Её мирское имя неизвестно.
Часто упоминается учёными как самый ранний сочинитель, известный нам по имени, поскольку её неозаглавленные религиозные сочинения (обычно называемые «Гимны к Инанне») являются одним из древнейших примеров авторской литературы в письменной истории («Поучения Шуруппака» древнее, однако они анонимны).
Эти гимны также считаются первым случаем использования рассказа от первого лица. Будучи жрицей, Энхедуана почитала Инанну, дочь Нанны, выше других богов шумерского пантеона.

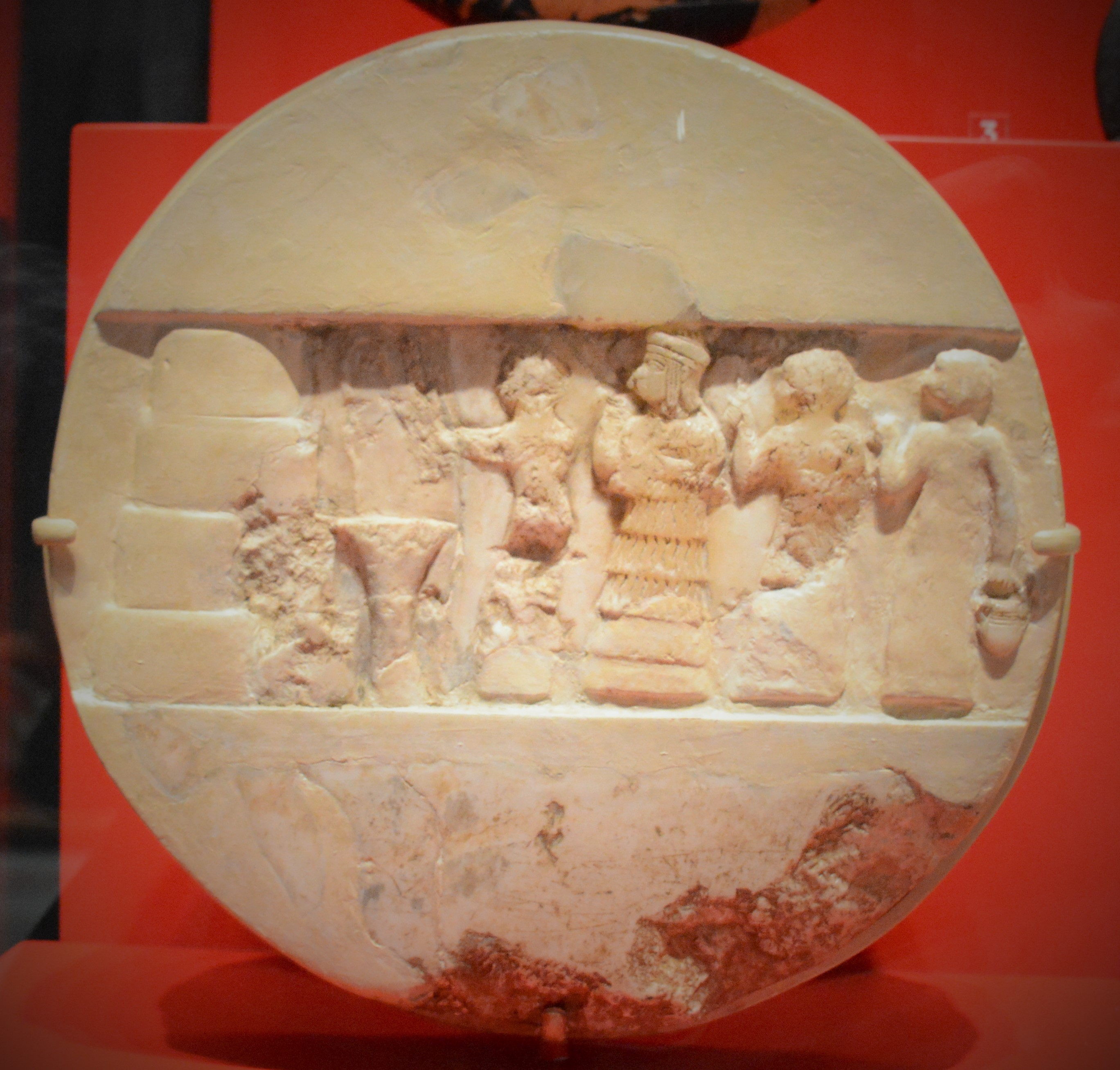
Диск Энхедуанны, обнаруженный Леонардом Вулли, изображает молящуюся верховную жрицу и обнажённую мужскую фигуру, совершающую возлияние.

В 1926 году английский археолог сэр Леонард Вулли раскопал полупрозрачный алебастровый диск с изображением на нём жрицы, совершающей обряд ритуального возлияния (хранится в музее Пенсильванского университета). На обратной стороне диска сохранилась клинописная надпись: «…супруга Нанны (бога Луны — прим. авт.)… дочь Саргона». Эта надпись обозначает её как дочь Саргона Аккадского. Такое родство можно трактовать в переносном и религиозном смысле. Если же оно буквально (Энхедуана — дочь Саргона и царицы Ташлутум), то эта связь характеризует успешную политику Саргона в назначении членов своей семьи на важные посты. Традиция назначать царскую дочь на пост Эн («жрицы») Нанны будет длиться очень долго (существует список в 500 лет).
Энхедуана продолжала свою деятельность во время правления своего предполагаемого брата Римуша. Однако, приближаясь к концу своей жизни, она была изгнана из Ура и временно смещена со своего поста Лугаль-Ане мятежным шумерским царём, который показывал своё неприятие её назначением «сверху». Энхедуана воззвала к богине Инанне о помощи в Nin-me-sara, самом известном своём гимне. Шумеры верили, что эта молитва подействовала так успешно, что Инанна послала 9 побед аккадцам в битвах с шумерами. Это позволило её племяннику Нарам-Суэну снова объединить обе страны под своей властью на несколько лет. После этой победы Энхедуана была возвращена на свой пост в Уре.
Nin-me-sara считался священным текстом ещё полтысячелетия после её смерти. Во время вавилонского периода он использовался как учебный текст, который копировали ученики, желавшие быть писцами в шумерской школе, эдуббе. Для реконструкции и перевода этого гимна Аннетт Згол использовала более 100 глиняных табличек с его текстом. Значительное число копий указывает на его популярность — лишь немногие месопотамские тексты дошли до нашего времени в таком количестве экземпляров.

## Произведения

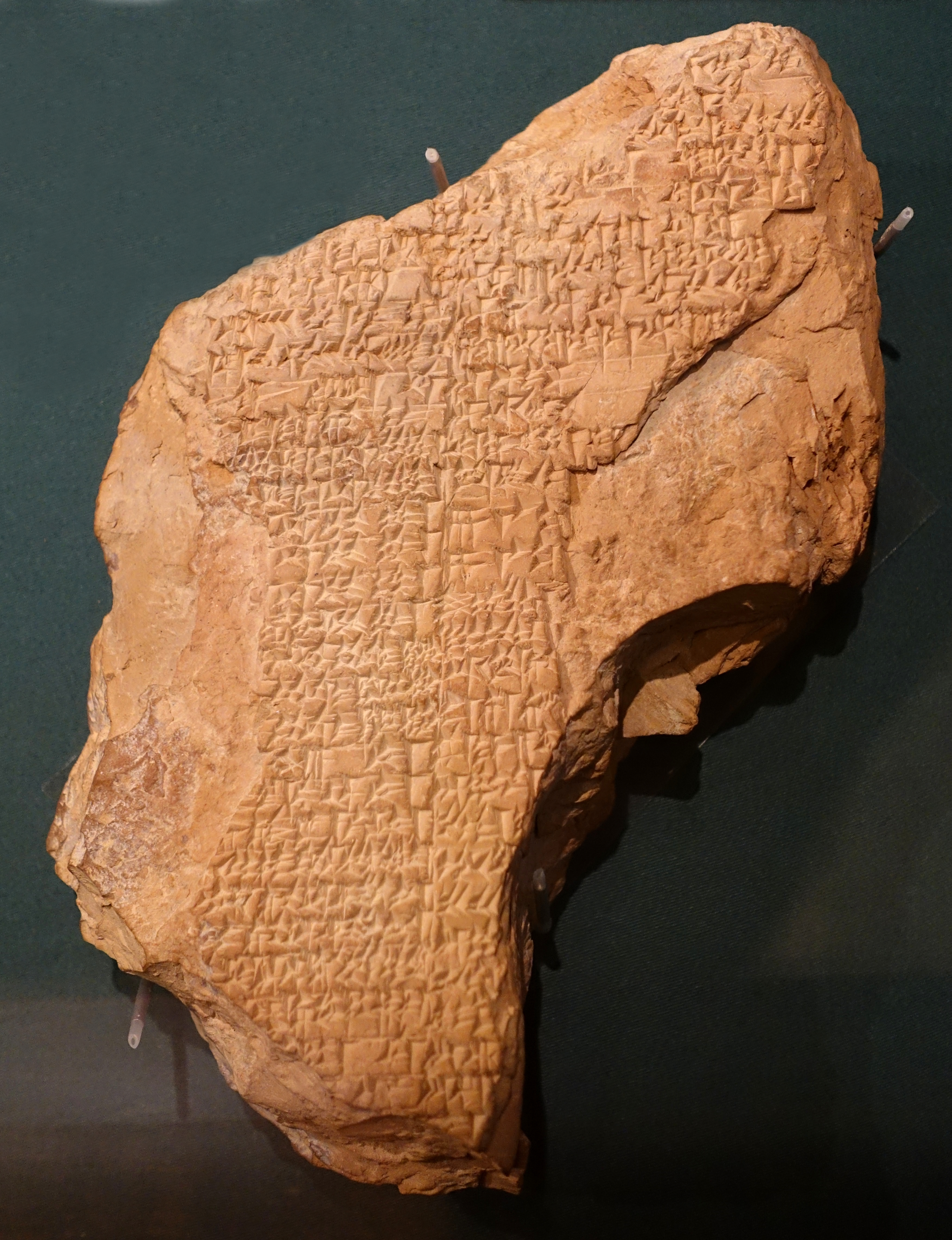
Оригинальная шумерская глиняная табличка с текстом «Инанна и Эбих», в настоящее время хранится в Восточном институте Чикагского университета.

1. «nin — me- sarra» — «Царица неисчислимых божественных энергий», другое название — «Возвеличение Иштар»
2. «in-nin sa-gur-ra» — «Отважная Госпожа»
3. «in-nin me-hus-a» — «Инанна и Эбих»
4. «e-u-nir» — сборник из 42 гимнов, посвящённых храмам городов Шумера и Аккада.

## Память
Культурная память об Энхедуанне и приписываемых ей произведениях была утрачена спустя некоторое время после падения Старовавилонского царства. Ее существование было впервые заново открыто современной археологией в 1927 году, когда сэр Леонард Вулли при раскопках в древнем городе Ур нашёл диск с её именем и родом занятий, написанными на обороте. 
Она также получила значительное внимание в феминизме, а английские переводы её произведений вдохновили ряд современных литературных и культурных адаптаций. Так, она фигурирует в «Этаже наследия» — списке из 998 имён мифических и исторических выдающихся женщин в западной цивилизации.
Энхедуана изображена в анимационном ролике в 11 серии «Бессмертие» документального сериала «Космос: Пространство и время» (2014) как одна из первых, кто обессмертил своё имя, подписав им свои произведения.